# Gabriela Zerhau
Gabriela Zerhau (* 16. April 1955 in Graz) ist eine österreichische Filmregisseurin und Drehbuchautorin.

## Biografie
Nachdem Zerhau an der LMU in München Theaterwissenschaft, Germanistik und Psycholinguistik studiert und ihr Studium mit dem Magister Artium abgeschlossen hatte, arbeitete sie ab 1978 erst als Regieassistentin bei verschiedenen Film- und Fernsehproduktionen, dann als Drehbuchautorin und Regisseurin. 1984 drehte Zerhau ihren ersten Spielfilm als Regisseurin, die Filmkomödie Tapetenwechsel mit Claudia Demarmels, August Zirner und Rolf Zacher in den Hauptrollen. Der Film stellte zudem die erste Filmarbeit der Schauspielerin Christine Neubauer dar. 1986 folgte die Regie für sechs Folgen der Fernsehserie Die Hausmeisterin mit Veronika Fitz in der Titelrolle. Die Serie wurde mit dem Grimme-Preis, dem Telestar und dem Bayerischen Fernsehpreis ausgezeichnet. Zerhaus Arbeit für die Vorabendserie Das Nest (1989) erhielt den Starlight-Preis in der Kategorie „Beste Vorabendserie“.
Es folgten der Fernsehfilm „Am Morgen danach“ mit Jürgen Vogel, „Das Wunschkind“ (Bayerischer Fernsehpreis für Bettina Kupfer) sowie Der Neffe mit Martina Gedeck, für den Zerhau 1997 den Telestar. erhielt. Der Film wurde zudem für den Grimme-Preis und den Goldenen Löwen nominiert. Über die 1998 ausgestrahlte Fernsehkomödie Auch Männer brauchen Liebe mit Dominic Raacke, Sophie von Kessel und Uwe Ochsenknecht schrieb TV Spielfilm: „Der Mann, das allzu bekannte Wesen, wird von Regisseurin Gabriela Zerhau (…) augenzwinkernd beim Frauenjagen und -sammeln beobachtet.“ 1999 nahm Zerhau einen Lehrauftrag beim österreichischen Drehbuchlabor, BKA-Kunstsektion, an.
Nach „Liebst du mich?“ (mit Peter Simonischek) und „Ausgerechnet Weihnachten“ (mit Aglaia Szyszkowitz, Ulrich Noethen und Florian David Fitz) konnte Zerhau für den Fernsehfilm Lüg weiter, Liebling (2010)  Hannelore Elsner und Götz George für die Hauptrollen gewinnen, die erstmals als Filmpaar zu sehen sind. Für das Filmdrama Jeder Tag zählt arbeitete Zerhau mit Lilian Prent, Katharina Böhm und Bernhard Schir zusammen. Der Film beruht auf einer wahren Krankheitsgeschichte, geschrieben von Jutta Mehler, der Mutter der an Leukämie Erkrankten. Der Film lief auf den Filmfesten Biberach, Baden-Baden und Hamburg (lobende Erwähnung) und wurde für den Jupiter-Award nominiert. Nacht der Angst schrieb und inszenierte Zerhau 2015 fürs ZDF, eine Produktion der Bavaria-Film. Nina Kunzendorf spielt darin eine Hebamme, die wegen Körperverletzung angeklagt wird. Der Film wurde auf den Biberacher Filmfestspielen mit dem Publikumspreis ausgezeichnet, Kunzendorf mit dem Bayerischen Fernsehpreis. Zerhau arbeitete an den Drehbüchern für den vielfach preisgekrönten Mehrteiler „Tannbach – Die Geschichte eines Dorfes“ mit und wurde im Rahmen der Romyverleihung 2020  für ihren Fernsehfilm Ein Dorf wehrt sich in der Kategorie Beste Regie TV-Fiction nominiert. Das historische Drama über die Rettung der Kunstschätze aus dem Altausseer Bergwerk 1945, für das sie auch das Drehbuch schrieb, erhielt außerdem den Österreichischen Preis der Erwachsenenbildung für den besten Fernsehfilm 2019, den Gold Award des New York Festivals, war für den Deutschen Fernsehpreis als bester Fernsehfilm nominiert und lief auf mehreren Filmfestivals. Für ihre Drehbuch-Bearbeitung des Fernsehspiels „Aufbruch ins Ungewisse“ erhielt sie 2020 den Sonderpreis für Menschenrechte von Amnesty International.
Zerhau war mehrfach Jury-Mitglied für den Telestar. Für ihren BMW-Industriefilm erhielt sie auf dem ITVA-Festival den Preis der photokina. Sie wirkte zudem an der Produktion Psychologie Online, Patienten- und Experten-Filme für die Hochschule Darmstadt, Stiftung Leben mit Krebs, und dem Film Kinder krebskranker Eltern des Institutes of Applied Psychology in Architecture and Health, mit.

## Filmografie (Auswahl)
Als Regisseurin, wenn nicht anders angegeben, Drehbuch = D, Regieassistenz = RegieA
- 1978: Son of Hitler (Hitler’s Son; Mitarbeit als Gaby Zerhau)
- 1978: Der Mann im Schilf (nur RegieA)
- 1982: Der schwarze Bumerang (Abenteuervierteiler; nur RegieA)
- 1983: Peter Rosegger (Dokumentation für den ORF; D)
- 1983, 1984: Waldheimat (Fernsehserie, 11 Folgen; nur RegieA)
- 1984: Tapetenwechsel (+ D)
- 1985: Von Frau zu Frau (Fernsehspiel; nur D)
- 1987: Die Hausmeisterin (Fernsehserie, 6 Folgen)
- 1987: Pyjama für drei (Fernsehserie)
- 1989: Das Nest (Fernsehserie, 5 Folgen)
- 1990, 1992: Ein Fall für zwei (Krimiserie, Folgen Blutiges Gold + Käufliche Herren)
- 1991: Kommissar Klefisch (Krimiserie, Folge Dienstvergehen)
- 1991: Stein und Bein (Fernsehfilm; + D)
- 1992: Eurocops (Krimiserie, Folgen Doppelleben + Das Omega Programm)
- 1993: Ein Schloß am Wörthersee (Fernsehserie, Folge Anjas Baby, nur D)
- 1995: Am Morgen danach (Fernsehfilm; + D)
- 1995: Das Wunschkind (Fernsehfilm; + D)
- 1997: Der Neffe (Fernsehfilm; + D)
- 1998: Auch Männer brauchen Liebe (Fernsehfilm; + D)
- 2000: Liebst du mich (Fernsehfilm; + D)
- 2005: Neue Freunde, neues Glück (Fernsehfilm; nur D)
- 2005: Ausgerechnet Weihnachten (Fernsehfilm; + D, zusammen mit Andrea Stoll)
- 2010: Lüg weiter, Liebling (Fernsehfilm; + D)
- 2012: Jeder Tag zählt (Fernsehfilm; + D)
- 2015: Tannbach – Schicksal eines Dorfes (Fernseh-Miniserie, 3 Folgen; nur D)
- 2015: Nacht der Angst (Fernsehfilm; + D)
- 2017: Aufbruch ins Ungewisse (Fernsehfilm; nur D/Bearbeitung)
- 2019: Ein Dorf wehrt sich: Das Geheimnis von Altaussee (Fernsehfilm; + D)

## Auszeichnungen (Auswahl)
- 1997: Gewinnerin des Telestar in der Kategorie „Bestes Drehbuch für einen Fernsehfilm“ mit Der Neffe.
- 1997: Nominierung für den Goldenen Löwen in der Kategorie „Bestes Drehbuch für einen Fernsehfilm“ mit Der Neffe
- 1998: Nominierung für den Grimme-Preis in der Kategorie „Fiction/Entertainment“ mit Der Neffe
- Fernsehfilmfestival Baden-Baden
  - a) 2014: Nominierung für den 3Sat Audience Award mit Jeder Tag zählt
  - b) 2016: Nominierung für den 3Sat Audience Award mit Nacht der Angst. Publikumspreis Filmfest Biberach
- 2020: Fernsehpreis der Österreichischen Erwachsenenbildung für Ein Dorf wehrt sich[6]. GOLD AWARD auf dem New York TV & Film-Festival, Nominierung Bester Fernsehfilm 2019 Deutscher Filmpreis, ROMY-Nominierung für beste Regie, beste Produktion und bester Schauspieler